# King Kongs Faust
Pour plus de détails, voir Fiche technique et Distribution.
King Kongs Faust est un film allemand réalisé par Heiner Stadler, sorti en 1985.

## Synopsis
Le festival de Berlin est l'endroit où il faut être dès lors qu'on est journaliste spécialisé du cinéma. Mais c'est un milieu dont il faut saisir les règles : accéder aux projections, être invité aux conférences de presse ou aux réceptions. Klaus Uwe Matthies s'engage dans ce parcours du combattant.

## Fiche technique
- Titre : King Kongs Faust
- Réalisation : Heiner Stadler
- Scénario : Heiner Stadler, Ulrich Enzensberger et Liliane Targownik
- Production : Eberhard Scharfenberg
- Musique : Gerhard Stäbler
- Photographie : Markus Dürr et Heiner Stadler
- Montage : Rolf Basedow et Angelique Fiedler
- Pays d'origine : Allemagne de l'Ouest
- Format : Couleurs
- Genre : Comedie dramatique
- Durée : 80 minutes
- Date de sortie : 26 avril 1985

## Distribution
- Leonard Lansink : Klaus Uwe Matthies
- Werner Grassmann : Fritz Ackrewa
- Heinz Van Nouhuys : Rédacteur en chef
- Wolfgang Längsfeld : Le collègue
- Gisela Weilemann : La femme au bar
- Gad Klein : Critique
- Volker Stollberg : Critique
- Doris Dörrie : Critique
- Philip Behrens : Critique
- Michael Stejskal : Critique
- Ponkie : Critique
- Peggy Parnass : Critique
- Wim Wenders : Réalisateur
- Peter Przygodda : Monteur
- Helmut Färber : Historien du cinéma
- Franz Seitz : Producteur
- László Benedek : Collectionneur
- Johanna Eisenrieder : Archiviste
- Burt Willis : Vieil homme de Los Angeles
- Lila Waters : Femme dans un bus
- Crofton Hardester : Personne dans un café
- Helga Oswald : InvitéGinger Myers : Chanteuse
- Rosa Elena Lujan : La veuve en voyage
- Herman Weigel : Scénariste
- Bernd Eichinger : Producteur
- John Cassavetes
- Moritz de Hadeln
- Liv Ullmann

## Distinctions
- Festival international du film de Catalogne 1985 : Meilleur scénario.